# Mes provinciales
Pour plus de détails, voir Fiche technique et Distribution.
Mes provinciales est un film français écrit et réalisé par Jean-Paul Civeyrac, sorti le 18 avril 2018.

## Synopsis
Venant de Lyon, Étienne découvre l'exubérance romanesque de la capitale. Il suit des études de cinéma à l'université Paris 8. Il fait la connaissance d'étudiantes et d'étudiants dont Jean-Noël et Mathias, qui comme lui, sont passionnés par le septième art.
Le film est un roman d'apprentissage sur l'amitié, les prises de consciences philosophiques et politiques d'Annabelle, l'éducation sentimentale et le cinéma.

## Fiche technique
- Titre original : Mes provinciales
- Titre international : A Paris Education
- Réalisation et scénario : Jean-Paul Civeyrac
- Directeur de la photographie : Pierre-Hubert Martin
- Montage : Louise Narboni
- Producteur : Frederic Niedermayer
- Société de production : Moby Dick Films
- Coproduction : Arte France Cinéma, Cofinova et ARP Sélection
- Distribution : ARP Sélection {France)
- Ingénieur du son : François Méreu, Sébastien Savine, Philippe Grivel
- Assistant réalisateur : Tigrane Avedikian
- Scripte Girl : Claire Dubien
- Chef électricien : Nicolas Rapin
- Casting : Constance Demontoy
- Décors : Brigitte Brassart
- Costumes : Claire Dubien
- Pays d'origine :  France
- Langue : français
- Genre : drame
- Durée : 137 minutes
- Année de production : 2017
- Date de sortie :
  - Cinémathèque française : 9 avril 2018[5].
  - France : 18 avril 2018, sortie nationale.

## Distribution
- Andranic Manet : Étienne Tinan
- Gonzague Van Bervesselès[n 2] : Jean-Noël[7]
- Corentin Fila : Mathias Valance, le leader du groupe dont l'aura est reconnue[2]
- Diane Rouxel : Lucie, la petite amie d'Étienne lorsqu'il était encore à Lyon
- Jenna Thiam[8] : Valentina, « la rêveuse[9] », la colocataire d'Étienne
- Sophie Verbeeck[n 3],[8] : Annabelle Lit[10], « la fille de feu[3] »
- Valentine Catzéflis : Barbara, « la plus sage[11] »
- Charlotte Van Bervesselès : Héloïse, la plus douée en cinéma
- Salma Lahmer : l'amie d'Héloïse
- Laurent Delbecque : William Rivière
- Jeanne Ruff : Solange
- Nicolas Bouchaud : Paul Rossi, le professeur
- Delphine Chuillot : la professeure
- Grigori Manoukov : le père d'Étienne
- Christine Brücher : la mère d'Étienne
- David Abécassis : Melchior
- Arash Khodaiari : le colocataire espagnol[10]
- Saurédamor Ricard : la fille du métro
- Daphné Patakia : une invitée à la soirée
- Julie Sokolowski : une militante

## Production

### Développement
Jean-Paul Civeyrac écrit le scénario et réalise le film produit par Frederic Niedermayer pour Moby Dick Films et coproduit par Michèle et Laurent Pétin d'ARP Sélection.

### Tournage
Le tournage débute le 8 janvier 2017 et finit le 24 février 2017. Il se déroule principalement à Paris et à Lyon.
Selon son réalisateur, le noir et blanc ajoute une touche de romanesque.
Au casting,  Andranic Manet (Réparer les vivants et La Dream Team) et Corentin Fila (Quand on a 17 ans) sont issus de la classe libre du Cours Florent.
Le 5 décembre 2017, l'affiche du film et la bande-annonce officielle sont publiées.

L'affiche et le film présentent la traduction de la citation suivante qui s'inscrit dans le premier romantisme allemand :

« Ich lebe bei Tage
Voll Glauben und Mut
Und sterbe die Nächte
In heiliger Glut. »

— Novalis (Georg Philipp Friedrich, Freiherr von Hardenberg), Hymnen an die Nacht (1800)

### Bande originale
Le réalisateur utilise une nouvelle fois des compositions de Johann Sebastian Bach associés aux personnages de Lucie et surtout d'Étienne.
Gonzague Van Bervesselès (Jean-Noël) interprète au piano Sylvie d'Erik Satie.
Selon le réalisateur, l'amour romantique est célébré par la musique de Giya Kancheli.
Le film se conclut par la 5e symphonie de Gustav Mahler,,.

## Accueil

### Accueil critique
En France, le site Allociné recense une moyenne des critiques presse de 3,8/5, et des critiques spectateurs à 3,5/5.
Selon Les Inrockuptibles, pour Serge Kaganski, le film est « un objet incandescent, littéraire, romantique ». Pour Jean-Baptiste Morain, c'« est un film apparemment doux, et qui ne l’est pas du tout ».
Stéphane Delorme rédacteur en chef des Cahiers, blâme les « considérations littéraro-cinématographico-existentielles » du réalisateur. Pour Stéphane Delorme,  « ce qui rend la vision de ce film si embarrassante, c’est la prétention désarmante au « grand œuvre » et la naïveté de croire qu’il suffit pour cela d’aligner les références nobles ».
« On a le droit de ne pas être d’accord avec cette vision binaire et un peu fausse. » conclut Christophe Narbonne dans Première.
Selon L'Obs  : « Dès (que Civeyrac) regarde ses comédiennes, dès qu'Etienne partage l'écran avec ses petites amoureuses, le film prend vie. »
Dans La Croix, pour Céline Rouden, « Ce récit d’apprentissage situé dans un Paris intemporel séduit par l’ampleur de son récit et l’élégance de sa mise en scène. »
Selon Sud-Ouest par Sophie Avon, « son film ressemble à une œuvre inaugurale qui par-dessus les époques et à travers les âges, parle de la jeunesse éternelle, de sa fugacité, de ses fantômes. »
Yannick Haenel de Transfuge, relève « la beauté des incertains ». « écran total » titre Eric Neuhoff dans Le Figaro.

« C’est dans ces non-dits que le film est le plus émouvant. Une grâce survient, proche d’un mysticisme, qui connecte les individus les uns aux autres par des visages en gros plan auréolés de lumière. »

— Benoit Basirico, Bande à part

## Distinctions
- 2018 : du 18 au 25 février 2018, 64e Berlinale[29],[8], section Panorama, hors compétition[30]
- 2018 : du 8 au 18 mars 2018, 23e « Rendez-Vous with French Cinema » à New York avec Unifrance et le Film Society Lincoln Center[31]
- 2018 : le 9 avril, avant-première à la Cinémathèque française[5]
- 2018 : le 12 novembre, nomination pour les révélations masculines des César du cinéma pour Andranic Manet
- 2018 : le 17 décembre, nomination pour les révélations masculines du Prix Lumières 2019 pour Andranic Manet

## Analyse
Le film est structuré en quatre parties « Un petit château de bohême », « Un illuminé », « Une fille de feu », « Le soleil noir de la mélancolie » et d'un épilogue. C'est une référence plurielle aux recueils de nouvelles de Gérard de Nerval.
Contre le conformisme de la jeunesse, le film cite :

« Contre tout cela, vous ne devez rien faire d'autre (je crois) que de continuer simplement à être vous-mêmes : cela signifie être continuellement irreconnaissables. Oublier immédiatement les grands succès, et continuer imperturbables, obstinés, éternellement contraires, à prétendre, à vouloir, à vous identifier avec ce qui est autre ; à scandaliser ; à blasphémer. »

— Pier Paolo Pasolini, Lettres luthériennes,,